# Mardastânia
Mardastânia (em latim: Mardastania) ou Mardastão (em armênio: Մարդաստան; romaniz.: Mardastan; lit. "Terra dos mardo (medos)), mencionado como Mardusai (Մարդուցայք, Marduts’ayk’) na História de Sebeos, segundo a Geografia de Ananias de Siracena (século VII), foi um gavar (cantão) da província da Vaspuracânia, no Reino da Armênia. Presume-se que tenha sido o distrito central do principado de Mardepetacânia, o território ancestral do príncipe mardepetes dos amardos e mais tarde um grande domínio em posse da dinastia arsácida. Desde o século IV, toda a Mardepetacânia era apanágio concedido ao hair (grão-camareiro) eunuco da corte arsácida. Compreendia uma área de 1 265 quilômetros quadrados que se estendia do oeste de Xavarxã (Macu) até os sopés leste das montanhas da Vaspuracânia (Cotur). No século X, a História de Tomás Arzerúnio ainda faz menção à existência de Mardastânia.
Suren Eremyan, com base na História de Tomás, menciona certa Mardastânia Original (Բուն Մարդաստան, Bun Mardastan) ao total de distritos em Vaspuracânia e calculou sua área em mil quilômetros quadrados. Robert Hewsen se opôs a essa inserção, alegando que seria difícil aceitar essa menção tardia se todas as versões sobreviventes do texto de Ananias não a mencionam. Hewsen propôs que a Mardastânia mencionada por Ananias seja, na verdade, uma referência ao principado de Mardepetacânia. Seus distritos constituintes também são mencionados no texto (Alandrote, Arzisacovícia, Bacrana/Maranda, Corzúnia, Culanovita, Gabitênia, Garni, Naquichevão, Terrunavânia e Zovasrócia) e são, ao que parece, interpolações tardias. Mardapetacânia seria eventualmente incorporado pela família Arzerúnio no século V e, por consequência, seus distritos se tornaram territórios arzerúnidas. Nesse sentido, a Mardastânia original perdeu sua razão de ser e "Mardastânia Original", na verdade, é a forma como Tomás aludiu a uma das parcelas remanescentes do principado já extinto.